# Ucieczka francuskich cywilów w 1940 roku

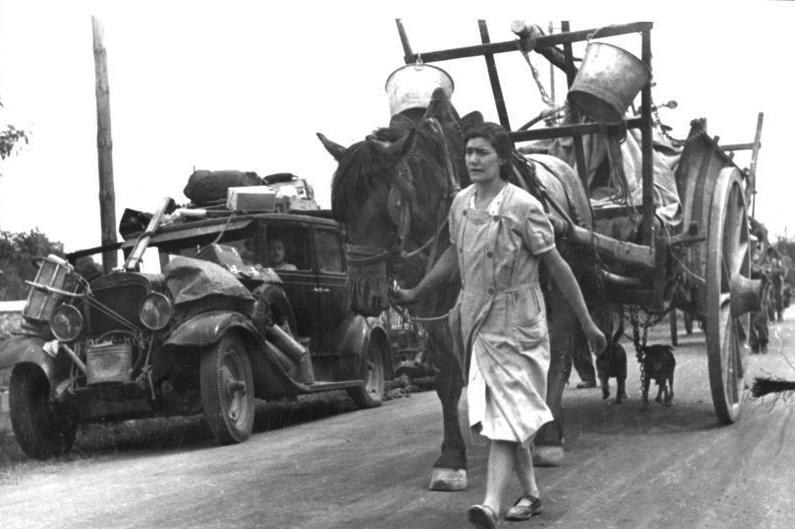
Ucieczka francuskich cywilów, 19 czerwca 1940

Ucieczka francuskich cywilów w 1940 roku (fr. L’exode de 1940) – masowa ucieczka ludności cywilnej, głównie francuskiej, w mniejszym stopniu belgijskiej, holenderskiej i luksemburskiej podczas niemieckiej agresji na Francję i kraje Beneluksu wiosną 1940 roku. Był to największy kryzys uchodźczy w historii Francji i jedno z największych przemieszczeń ludności w Europie XX wieku.
Po wypowiedzeniu wojny Niemcom przez Francję 3 września 1939 roku i rozpoczęciu ograniczonej ofensywy w Saarze ewakuowano około 300 tysięcy Francuzów mieszkających przy linii Maginota. Działania te miały charakter zorganizowany. Jednak niemiecka agresja 10 maja 1940 roku, przełamanie frontu pod Sedanem i błyskawiczne tempo ofensywy Wehrmachtu spowodowały nagłą ucieczkę milionów ludzi, na którą rząd francuski nie był przygotowany. Kolumny uchodźców w samochodach i na wozach konnych zablokowały większość dróg. W niektórych przypadkach ludzie uciekali tak szybko, że pozostawiali na stołach niedojedzone posiłki.
Do Francji uciekło około 2 milionów cywilów z Belgii, Holandii i Luksemburga, natomiast łączna liczba uchodźców sięgnęła 8–10 milionów. Spowodowało to spadek populacji miast we wschodniej i północnej Francji, na przykład liczba mieszkańców Chartres spadła z 23 000 do 800, a Lille z 200 000 do 20 000, podczas gdy populacja miast na południu, takich jak Pau i Bordeaux, oddalonych od frontu, gwałtownie wzrosła, powodując ich przeludnienie.